# 샘 트래멀
샘 트래멀(Sam Trammell, 영어 발음: /ˈtræməl/, 1969년 1월 29일 ~ )은 미국의 배우이다. 대표작으로는 트루 블러드, 안녕 헤이즐 등이 있다.

## 출연 작품
- 낸시 드류 앤드 더 히든 스테어케이스 (2019)
- 세이 유 윌 (2017)
- 아이 엠 래스 (2016)
- 임페리엄 (2016) - 게리 역
- 콕트 (2015)
- 애프터매스 (2015)
- 어바웃 레이 (2015)
- 미 (2014)
- 안녕,헤이즐 (2014)
- 특권 (2013)
- 화이트 레빗 (2013)
- 크레이지 카인드 오브 러브 (2013)
- 지.지.지 (2011)
- 에그 스케이프 (2011)
- 디테일스 (2011)
- 에이리언 VS. 프레데터 2 (2007)
- 더 라스트 풀 메저 (2004)
- 어나더머스 렉스 (2004)
- 언더마인드 (2003)
- Beat (2000)
- 뉴욕의 가을 (2000) - 사이몬 역
- 불의 수확 (1996)

### 텔레비전
- 저징 에이미 (2005)
- 트루 블러드 (2008-14)